# Chancellor Ridge
Chancellor Ridge (englisch für Kanzlergrat) ist ein Gebirgskamm in der Royal Society Range des Transantarktischen Gebirges im ostantarktischen Viktorialand.
Das New Zealand Geographic Board benannte ihn 1994 in Anlehnung an die Benennung der Chancellor Lakes am östlichen Ende des Gebirgskamms nach dem Kanzler der Victoria University of Wellington.